# إسحاق إس. كاتلن
إسحاق إس. كاتلن هو ضابط ومحامي وسياسي أمريكي، ولد في 8 يوليو 1835 في أويغو في الولايات المتحدة، وتوفي في 19 يناير 1916 في بروكلين في الولايات المتحدة بسبب سكتة دماغية.